# Taryn Terrell
Taryn Nicole Dryden (de soltera Terrell; nacida el 28 de diciembre de 1985 en Nueva Orleans, Luisiana) es una modelo y luchadora profesional estadounidense que actualmente trabaja para la National Wrestling Alliance (NWA) como comentarista y luchadora ocasional. Taryn es reconocida por su carrera en TNA (ahora Impact Wrestling) al ser la poseedora del segundo reinado más largo con el Campeonato de las Knockouts, el cual fue de 299 días.
Terrell también trabajó para la WWE bajo el nombre de Tiffany de 2008 a 2010, destacándose su papel como gerente general de la hoy día extinta, ECW.

## Vida personal
Terrell fue al instituto Papa Juan Pablo II durante 1999 y 2003. Cuando terminó en el instituto fue a la universidad de Nueva Orleans donde obtuvo una licenciatura en marketing. Además durante su estancia en la universidad fue animadora Terrel fue una animadora muy competitiva y en el instituto creó su propio equipo de animadoras.
Terrell ha posado para la revista Playboy en numerosas ocasiones. Terrell contrajo matrimonio con Drew Galloway el 2 de mayo de 2010 en Las Vegas. Sin embargo, se divorciaron el 24 de mayo de 2011. Terrell es vegana, es decir, no consume productos o subproductos de origen animal en 2015 Terrell dijo haber estado pensando en su vida en torno a la religión cristiana y que no sabría si seguir luchando o no debido a haber cometido muchos "pecados" durante su carrera en el mundo del entretenimiento describiéndose como "doble moralista" y "tentación para los hombres" , renunciando a su papel como jefa de The Dollhouse y que representaría otra cosa en caso de no poder ella se retiraría definitivamente de la lucha.

## Carrera

### World Wrestling Entertainment (2007 - 2010)
Terrell entró en el concurso Diva Search donde quedó entre las 8 finalistas pero fue eliminada. En el mes de febrero del 2008 Terrell firmó un contrato de desarrollo con la WWE y fue enviada así al territorio de desarrollo en la FCW. En la FCW, Terrel compitió en numerosas luchas contra divas de la FCW como Miss Angela, Wesley Holiday (Beverly Mullins), Nikki Bella, Brie Bella, Alicia Fox y Roucka.
El 10 de junio de 2008 en la edición de la ECW, Terrell hizo su debut bajo el nombre de Tiffany, como la asistente del General Mánager Theodore Long. Finalmente, Terrell tuvo su primera lucha en el episodio 800 de RAW en un 16 Diva Tag-Team match pero su equipo fue derrotado. Participó en la Miss WrestleMania 25 Diva Battle Royal de WrestleMania XXV, pero no logró ganar, siendo "Santina Marella" quien ganara el combate. El 7 de abril en ECW, Long anunció que volvía a ser el General Mánager de SmackDown y que su reemplazo sería Tiffany.
Por la desaparición de ECW, Tiffany fue enviada a SmackDown!, donde derrotó a Michelle McCool en su primera lucha por descalificación, ya que fue atacada por Vickie Guerrero, pero salvada por Beth Phoenix, la cual cambió a face. Junto a Phoenix empezó un feudo contra Layla & Mccool, pero Beth se lesionó, por lo que se unió a Kelly Kelly. En Money in the Bank acompañó a Kelly Kelly en una lucha por el Campeonato Femenino contra Layla, siendo Kelly derrotada. Tras esto, tuvo una lucha por el título, ya que Lay-Cool se burló de lo fácil que derrotaron a Kelly. La lucha tuvo lugar el 30 de julio en SmackDown! ante la Co-campeona McCool, pero fue derrotada. Sin embargo, el 13 de agosto fue suspendida indefinidamente por la WWE debido a que tuvo una discusión muy fuerte con su marido Drew McIntyre en un hotel donde se alojaban. El 19 de noviembre de 2010 fue despedida de la WWE.

### Total Nonstop Action Wrestling (2012-2017)

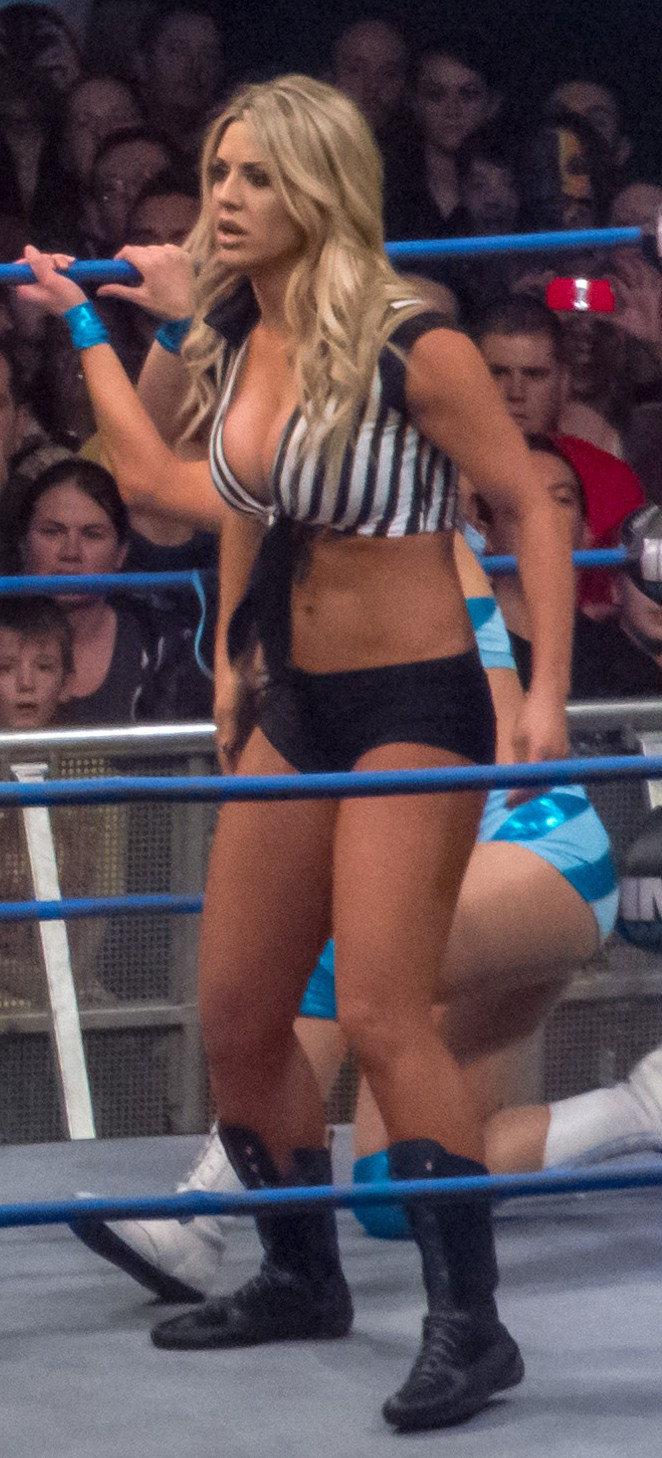
Terrell como árbitro.

El 16 de agosto de 2012, hizo su debut en la empresa Total Nonstop Action Wrestling (TNA), siendo introducido por la vicepresidenta de la División Femenina Brooke Hogan como árbitro en la lucha entre la Campeona Femenina Madison Rayne y Miss Tessmacher por el título.
El 3 de noviembre, en Saturday Night Special, hizo una aparición especial como árbitro en la lucha de Josette Bynum, Taeler Hendrix y Heidi Lovelace, ganando esta última. Cinco días después, durante una entrevista, tuvo un altercado con Taeler Hendrix, comenzando un feudo con esta. El 14 de noviembre, ganó el Campeonato Femenino de la OVW tras derrotar a Lovelace, siendo este su primer campeonato en su carrera. El 1 de diciembre, perdió el campeonato ante Hendrix.
Durante su período como árbitro, empezó un feudo con la luchadora Gail Kim, puesto que en una lucha titular en Genesis, le costó una oportunidad titular, debido a que cuando contó la caída de Kim, ella tenía una pierna bajo las cuerdas, pero no lo vio y no paró de contar. El 26 de enero en las grabaciones de Impact Wrestling en Londres, Inglaterra (emitido el 21 de febrero) Terrell ayudó a Sky a ganar el Campeonato Femenino al vencer a Tara, Miss Tessmacher y Gail Kim. En Lockdown volvió a arbitrar un combate entre Sky Kim por el título. Debido a las provocaciones de Kim, Taryn la atacó con una "Spear". Tras el combate, Taryn fue atacada por Kim mientras la hacían una entrevista tars bastidores.
Debido a sus ataques, el 21 de marzo, la General Mánager de la Knockouts Brooke Hogan finalizó el contrato de Terrell como árbitro, pero inmediatamente la contrató como luchadora, pudiendo atacar a cualquier otra luchadora de la compañía, incluida Kim. El 4 de abril se alió con la campeona femenina Velvet Sky para enfrentarse a Tara & Gail Kim, con Joey Ryan como árbitro, perro fueron derrotadas. Luego de varias semanas de rivalidad con Gail Kim ambas se enfrentaron en un Last Knockouts Standing match en Slammyversary. En dicho evento Taryn derrotó a Kim. Sin embargo, tras eso, se tomó una baja por maternidad.
Tuvo una oportunidad por el Campeonato Femenino de la TNA enfrentándose a Gail Kim pero en el cual la lucha quedó sin resultado ya que Em ese entonces la debutante Havok las atacara.
Participó en una batalla real para la #1 contenerora del TNA Knockouts Championship siendo esta eliminada.
El 11 de septiembre se pactó una lucha entre Gail Kim Taryn terrell y Havok por el TNA Knockouts Championship.
El 19 de septiembre logró capturar el título femenino de la TNA derrotando así a Kim y a Havok siendo este su primer reinado como TNA Knockouts Championship

#### 2015
El 7 de enero de 2015 en la nueva temporada de “Impact Wrestling!" Terrell tuvo que defender su título en un Battle Royal contra Havok, Gail Kim, Angelina Love, Velvet Sky, Rebel y Madison Rayne, luego de que lo reteniera por motivos de celos Havok la atacó, pero en esa misma noche Awesome Kong aparece para enfrentar a Havok por cual motivo Terrell dejó la arena. El 16 de enero hizo equipo con Brooke contra The Beautiful People, pero no lograron ganar.
En marzo empezó un feudo con Awesome Kong, teniendo varios combates. El 24 de abril de 2015 retuvo el campeonato con la ayuda de Marti Bell y Jade, uniéndose a ellas , cambiando a Heel y llamándose así “The Dollhouse". El 30 abril defendería su campeonato ante Brooke, en el cual ganó con ayuda de Marti Bell. Al final Taryn se burló de Gail Kim, diciendo que cómo podría ella enfrentarse a ellas 3 y ella estaba sola, en lo cual Gail la enfrentó y le dijo que ella no estaba sola, apareciendo en ese entonces Awesome Kong, lo cual a Terrell la hizo enfurecer. El 8 de mayo hizo equipo con Marti Bell y Jade venciendo a Gail Kim y a Awesome Kong.  La semana siguiente derrotó a Gail Kim en una lucha "steel cage".  En la transmisión del 10 de junio le dijo a Awesome Kong que si quería el campeonato tendría que ser en una lucha de "lingerie".  En el momento de la lucha, Kong hizo su entrada vestida con vestimenta de luchar, por lo que se canceló la lucha y Kong enfurecida golpeó a Jade y a Marti Bell.  A los segundos hizo su entrada Brooke y la confrontó y golpeó, retándola al final a una lucha futura por el título. En Slammiversary XIII The Dollhouse (Taryn Terrell, Jade y Marti Belle) fueron derrotadas por Awesome Kong y Brooke. El 1 de julio retuvo su campeonato ante Brooke y Awesome Kong en una lucha triple amenaza, cubriendo a esta última.
Perdió su título frente a Brooke el 15 de julio siendo así que Terrell tuviera el reinado más largo con 279 días.
El 25 de agosto volvió a salir diciéndole a Velvet que The Dollhouse se haría invencible con su nueva integrante Rebel, meses después dejó de aparecer y ser mencionada en segmentos de TNA.

#### Retiro y regreso (2016-2017)
El 4 de enero dio a conocer su Renuncia a TNA mediante un video en YouTube, al decir que ya no era correcto para ella el seguir en el mundo de la lucha libre por su vida religiosa. El 2 de octubre hizo una aparición especial en Bound For Glory como parte del segmento de inducción de Gail Kim al TNA Hall of Fame.
Terrell regreso el 17 de agosto de 2017 a GFW en Destination X, como heel atacando a Gail Kim con el "Taryn Cutter", ayudando Sienna a retener el campeonato. Las semanas siguientes, Terrell atacó a Allie como mensaje a Gail, por lo que Karen Jarrett pactó una lucha en parejas entre Kim y Allie contra Taryn y Sienna, misma que ganaron. Al final de la lucha se alió con Sienna y Taya Valkyrie para enfrentarse a Kim, Allie y Rosemary.
En octubre se confirmó que Terrell había sido liberada de su contrato con Impact Wrestling.

### National Wrestling Alliance (2021-2022)
El 21 de marzo de 2021, Terrell hizo su debut en la NWA en los comentarios durante la lucha entre Thunder Rosa y Kamille. El 6 de junio tuvo su lucha debut haciendo equipo con Kylie Rae, logrando derrotar a Melina Perez y Thunder Rosa.

## Campeonatos y logros
- Total Nonstop Action Wrestling
  - TNA Knockouts Championship (1 vez)

- Ohio Valley Wrestling
  - OVW Women's Championship (1 vez)

- Pro Wrestling Illustrated
  - Situada en el Nº38 en el PWI Female 50 en 2010.[19]
  - Situada en el Nº17 en el PWI Female 50 en 2013.
  - Situada en el Nº36 en el PWI Female 50 en 2014.
  - Situada en el Nº10 en el PWI Female 50 en 2015.